# توماس سكوت ديفيدسون
توماس سكوت ديفيدسون هو سياسي كندي، ولد في 11 مارس 1858 في برانت في كندا، وتوفي في 6 يونيو 1933. حزبياً، نشط في الحزب الليبرالي في أونتاريو ‏. وقد انتخب عضو برلمان مقاطعة أونتاريو.